# Venetie (Alaska)
Venetie és una concentració de població designada pel cens dels Estats Units a l'estat d'Alaska. Segons el cens del 2000 tenia 202 habitants.

## Demografia
Segons el cens del 2000, Venetie tenia 202 habitants, 63 habitatges, i 48 famílies La densitat de població era de 3,7 habitants/km².
Dels 63 habitatges en un 44,4% hi vivien nens de menys de 18 anys, en un 27% hi vivien parelles casades, en un 30,2% dones solteres, i en un 23,8% no eren unitats familiars. En el 19% dels habitatges hi vivien persones soles l'1,6% de les quals corresponia a persones de 65 anys o més que vivien soles. El nombre mitjà de persones vivint en cada habitatge era de 3,21 i el nombre mitjà de persones que vivien en cada família era de 3,58.
Per edats la població es repartia de la següent manera: un 32,2% tenia menys de 18 anys, un 17,8% entre 18 i 24, un 27,7% entre 25 i 44, un 15,3% de 45 a 60 i un 6,9% 65 anys o més.
L'edat mediana era de 25 anys. Per cada 100 dones de 18 o més anys hi havia 114,1 homes.
La renda mediana per habitatge era de 21.000 $ i la renda mediana per família de 21.429 $. Els homes tenien una renda mediana de 22.500 $ mentre que les dones 23.750 $. La renda per capita de la població era de 7.314 $. Aproximadament el 34% de les famílies i el 42,8% de la població estaven per davall del llindar de pobresa.

## Poblacions més properes
El següent diagrama mostra les poblacions més properes.